# Prêtreville
Prêtreville és un municipi francès situat al departament de Calvados i a la regió de Normandia. L'any 2007 tenia 412 habitants.

## Demografia

### Població
El 2007 la població de fet de Prêtreville era de 412 persones. Hi havia 144 famílies de les quals 24 eren unipersonals (12 homes vivint sols i 12 dones vivint soles), 40 parelles sense fills, 68 parelles amb fills i 12 famílies monoparentals amb fills.
La població ha evolucionat segons el següent gràfic:
Habitants censats

### Habitatges
El 2007 hi havia 172 habitatges, 147 eren l'habitatge principal de la família, 20 eren segones residències i 5 estaven desocupats. Tots els 172 habitatges eren cases. Dels 147 habitatges principals, 121 estaven ocupats pels seus propietaris, 20 estaven llogats i ocupats pels llogaters i 6 estaven cedits a títol gratuït; 6 tenien dues cambres, 25 en tenien tres, 23 en tenien quatre i 93 en tenien cinc o més. 121 habitatges disposaven pel capbaix d'una plaça de pàrquing. A 46 habitatges hi havia un automòbil i a 92 n'hi havia dos o més.

### Piràmide de població
La piràmide de població per edats i sexe el 2009 era:
| Homes | Edats   | Dones |
| ----- | ------- | ----- |
| 0     | 95 o +  | 0     |
| 4     | 90 a 94 | 0     |
| 0     | 85 a 89 | 4     |
| 0     | 80 a 84 | 0     |
| 4     | 75 a 79 | 12    |
| 4     | 70 a 74 | 4     |
| 0     | 65 a 69 | 0     |
| 4     | 60 a 64 | 4     |
| 12    | 55 a 59 | 12    |
| 4     | 50 a 54 | 12    |
| 32    | 45 a 49 | 24    |
| 12    | 40 a 44 | 20    |
| 8     | 35 a 39 | 20    |
| 8     | 30 a 34 | 4     |
| 0     | 25 a 29 | 0     |
| 8     | 20 a 24 | 12    |
| 20    | 15 a 19 | 8     |
| 24    | 10 a 14 | 20    |
| 4     | 5 a 9   | 12    |
| 4     | 0 a 4   | 4     |

## Economia
El 2007 la població en edat de treballar era de 299 persones, 206 eren actives i 93 eren inactives. De les 206 persones actives 186 estaven ocupades (101 homes i 85 dones) i 20 estaven aturades (12 homes i 8 dones). De les 93 persones inactives 37 estaven jubilades, 31 estaven estudiant i 25 estaven classificades com a «altres inactius».

### Ingressos
El 2009 a Prêtreville hi havia 151 unitats fiscals que integraven 422,5 persones, la mediana anual d'ingressos fiscals per persona era de 19.618 €.

### Activitats econòmiques
Dels 16 establiments que hi havia el 2007, 1 era d'una empresa de fabricació de material elèctric, 4 d'empreses de construcció, 1 d'una empresa de comerç i reparació d'automòbils, 1 d'una empresa d'hostatgeria i restauració, 5 d'empreses de serveis, 2 d'entitats de l'administració pública i 2 d'empreses classificades com a «altres activitats de serveis».
Dels 4 establiments de servei als particulars que hi havia el 2009, 1 era un guixaire pintor, 1 lampisteria i 2 electricistes.
L'any 2000 a Prêtreville hi havia 25 explotacions agrícoles que ocupaven un total de 490 hectàrees.

## Poblacions més properes
El següent diagrama mostra les poblacions més properes.